# Lochmaeus boweri
Lochmaeus boweri är en fjärilsart som beskrevs av Ralph L. Chermock 1940. Lochmaeus boweri ingår i släktet Lochmaeus och familjen tandspinnare. Inga underarter finns listade i Catalogue of Life.